# Даулетбай (Тарбагатайский район)
Даулетбай (каз. Дәулетбай) — село в Тарбагатайском районе Восточно-Казахстанской области Казахстана. Входит в состав Маныракского сельского округа. Код КАТО — 635857400.

## Население
В 1999 году население села составляло 650 человек (333 мужчины и 317 женщин). По данным переписи 2009 года, в селе проживало 459 человек (245 мужчин и 214 женщин).